# Die kleine Myrte

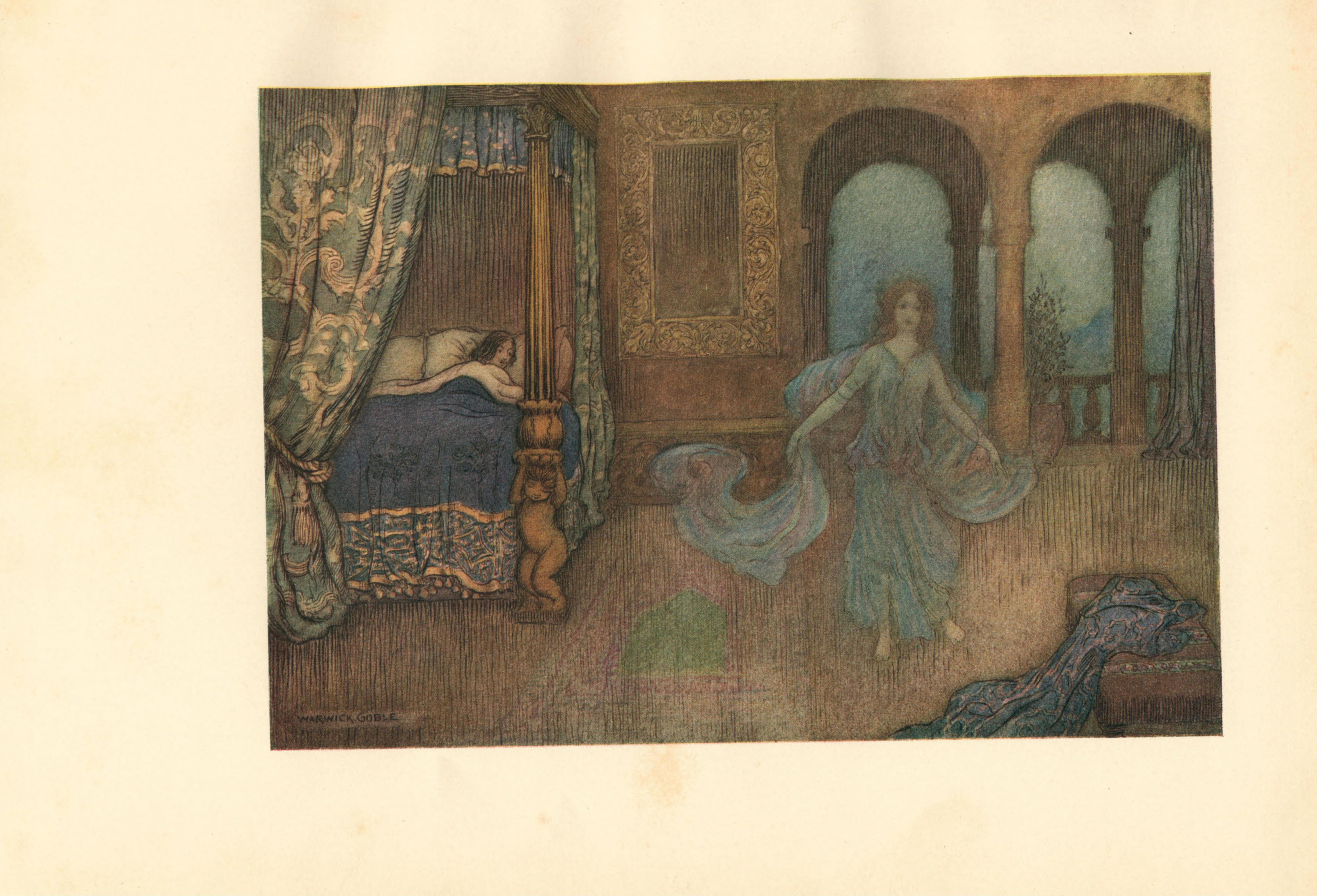
Illustration von Warwick Goble, 1911

Die kleine Myrte (neapolitanisches Original: La mortella) ist ein Märchen (AaTh 652 A). Es steht in Giambattista Basiles Sammlung Pentameron als zweite Erzählung des ersten Tages (I,2). Felix Liebrecht übersetzte fälschlich Der Heidelbeerzweig.

## Inhalt
Eine Frau betet um ein Kind, und sei es eine Myrte, die sie auch bekommt und freudig eintopft. Einem Prinzen gefällt die Pflanze so, dass er sie kauft und an sein Fenster stellt. Sie kommt nachts als Fee in sein Bett und verschwindet, bis er ihr Haar an sich bindet und ihre Schönheit bei Licht sieht. Ein Diener muss sie gießen und das Bett machen, als er jagen geht. Sieben eifersüchtige Frauen lassen einen Gang in das Zimmer graben, ziehen das Glöckchen, worauf die Fee erscheint, und zerstückeln sie. Der Diener flieht, und der Prinz klagt bitterlich. Doch die Fee wächst neu. Die Frauen werden nach eigenem Urteil in einer Kloake begraben, nur die unschuldige Jüngste erhält den Diener.

## Bemerkungen
Die Myrte wächst im Mittelmeerraum, ist Zimmerpflanze, aber auch erotisches Symbol. Kerzenlicht wirkt hier nicht fatal wie in II,9 Der Riegel und V,4 Der goldene Stamm, erst weibliche Neugier. Basiles Spottlust erreicht den Höhepunkt, als der Prinz wiederkommt – „aber klingle nur und schau … Da hätte er mit dem Hammer auf die Glocke hauen können – die Fee stellte sich taub.“ Es folgen pathetische Klagen, das Leben habe ihn „ausgekotzt“, die verfluchte Jagd ihn aus allem Behagen verjagt, und vieles mehr. Rudolf Schenda vergleicht in Pitrès sizilianischer und toskanischer Sammlung Nr. 37 Rosamarina bzw. Nr. 6 La mela, in Cirese/Serafinis Tradizioni orale non cantate S. 144. Clemens Brentano bearbeitete es als Das Märchen von dem Myrthenfräulein in Italienische Märchen. Vgl. zur Missgeburt Grimms Hans mein Igel, zur Pflanze auch Die Nelke, Einäuglein, Zweiäuglein und Dreiäuglein. Die Strafe nach eigenem Urteil, vielleicht nach 2 Sam 12,7 , begegnet wieder zum Ende der Sammlung, V,8 Ninnillo und Nennella, V,9 Die drei Zitronen, und blieb beliebter Märchenschluss, so in Die Gänsemagd.